# Primacheque
Een primacheque was een betaalwijze voor een ondernemer om in Nederland verschuldigde belasting te betalen.
Een ondernemer diende de verschuldigde omzetbelasting en loonbelasting uiterlijk de laatste dag van de maand volgend op het tijdvak van aangifte te voldoen. Omdat een ondernemer voor het rentevoordeel zo laat mogelijk wilde betalen en bij girale overboeking men met enkele werkdagen verwerkingstijd rekening moest houden, betaalden veel ondernemers op de laatste werkdag contant bij het ontvangkantoor van de belastingdienst om toch tijdig te kunnen zijn en een eventuele boete voor te late betaling te voorkomen.
Om aan het bezwaar voor ondernemers tegemoet te komen om met veel geld over straat te moeten lopen boden de banken, behalve de postbank, in de loop van de jaren de mogelijkheid voor een ondernemer tot het betalen met een primacheque waarbij de bank garant stond voor een tijdige betaling. Deze waren alleen bestemd om daarmee bedragen aan de belastingdienst te betalen en bood de mogelijkheid om meerdere belastingsoorten met één primacheque te betalen, mits het duidelijk was gespecificeerd. Het grote voordeel was dat de ondernemer niet eerst contant geld bij de bank hoefde op te nemen en daarmee over straat moest lopen. De betaling werd door de belastingdienst als tijdig aangemerkt als de primacheque uiterlijk de laatste werkdag van de maand waarin de betaling moest plaatsvinden bij de belastingdienst werd afgegeven.
Op 1 oktober 1991 werd dit met een werkdag vervroegd naar de voorlaatste werkdag en in 1999 nog een werkdag eerder waardoor het voordeel voor een ondernemer steeds kleiner werd. Op een gegeven moment kon men niet meer op het belastingkantoor betalen en diende dit bij het postkantoor te gebeuren. Wel kon men nog een primacheque bij het belastingkantoor inleveren, maar dit diende voor 14.00 uur op de twee voorlaatste werkdag te geschieden. Ook werden er door de bank administratiekosten in rekening gebracht die tot wel ƒ 15,- konden oplopen.
Doordat het voordeel voor de ondernemer al tot twee werkdagen was teruggebracht en door nieuwe mogelijkheden om tijdig te kunnen betalen door het vooraf met behulp van de telebankieren klaar zetten van betalingen kwam de mogelijkheid om met een primacheque te betalen op een gegeven moment te vervallen.
De postbank kende een vergelijkbaar product voor een zo laat mogelijke betaling, de "expresgiro".